# 劉祗 (南朝)
劉祗（？—466年），字彦期，刘宋宗室，宋武帝侄子长沙成王刘义欣的儿子，劉瑾之弟。
劉祗为前太子步兵校尉，大明元年（457年）六月初一己卯朔，以刘祗子劉歆过继给南丰王刘朗。大明年间劉祗为中书郎。太宰江夏王劉义恭领中书监，服亲不得相临，劉祗上表求解职。宋孝武帝下诏：“昔二王两谢，俱至崇礼，自今三台五省，悉同此例。”刘秉弟刘遐与嫡母殷氏养女通奸，殷氏去世时，舌中血出，众人怀疑是被毒害，孝武帝派刘秉从弟刘祗劝说刘秉启证其事。刘秉说：“行路之人，尚不能应尔，今日我一门宁可同尽，不可奉敕。”宋明帝泰始二年（466年）正月初六甲午，以青州刺史刘祗为南兖州刺史、都官尚书，谋应晋安王刘子勋，劉祗被明帝杀害，刘歆回归本宗。